# Giovanni Gerbi Pisa
Giovanni Gerbi Pisa (wł. Circolo Sportivo Giovanni Gerbi Pisa) – włoski klub piłkarski, mający siedzibę w mieście Piza, w środkowej części kraju, działający w latach 1914–1922.

## Historia
Chronologia nazw:
- 1914: Giovanni Gerbi Pisa
- 1922: klub rozwiązano

Klub sportowy Giovanni Gerbi Pisa został założony w miejscowości Piza w 1914 roku. Nazwa klubu była hołdem dla wielkiego kolarza Giovanniego Gerbiego z Asti. W sezonie 1914/15 zespół startował w Promozione (Toscana) (D2). Po wygraniu 5:0 i 8:0 z Pontedera w eliminacjach regionu zdobył awans do najwyższej klasy, jednak w związku z wybuchem działań wojennych I wojny światowej był zmuszony zaczekać kilka lat na swój debiut.
Po zakończeniu I wojny światowej klub wznowił działalność. W sezonie 1919/20 startował w Prima Categoria, zajmując trzecie miejsce w eliminacjach Sezione Toscana. W następnym sezonie 1920/21 zespół uplasował się na ostatniej ósmej pozycji w Promozione (Piemonte), a potem przegrał 1:3 z Viareggio baraż o utrzymanie w lidze i spadł do Promozione. W sezonie 1921/22 po wygraniu grupy B Promozione (Toscana), potem w turnieju finałowym Toskanii zdobył trzecią lokatę. Jednak z powodu braku funduszy nie przystąpił do rozgrywek w następnym sezonie i został rozwiązany.

## Barwy klubowe, strój
|  |

Klub ma barwy czerwone. Zawodnicy domowe spotkania zazwyczaj grali w czerwonych koszulkach, białych spodenkach oraz czerwonych getrach.

## Sukcesy

### Trofea międzynarodowe
Nie uczestniczył w rozgrywkach europejskich (stan na 31-05-2020).

### Trofea krajowe
| \| \| Zdobyte trofea w rozgrywkach Włoch (stan na: 31-08-2020) \| |                                                          |      |                   |
| Rozgrywki                                                         | Osiągnięcie                                              | Razy | Sezon(y)          |
| · Mistrzostwo                                                     | I miejsce                                                | 0    |                   |
| · Mistrzostwo                                                     | II miejsce                                               | 0    |                   |
| · Mistrzostwo                                                     | III miejsce                                              | 1    | 1919/20 (Toscana) |
| · Puchar                                                          | zdobywca                                                 | 0    |                   |
| · Puchar                                                          | finalista                                                | 0    |                   |
| II liga                                                           | I miejsce                                                | 1    | 1914/15 (Toscana) |
| II liga                                                           | II miejsce                                               | 0    |                   |
| II liga                                                           | III miejsce                                              | 1    | 1921/22 (Toscana) |
| Włochy                                                            | Zdobyte trofea w rozgrywkach Włoch (stan na: 31-08-2020) |      |                   |

## Poszczególne sezony

### Rozgrywki międzynarodowe

#### Europejskie puchary
Nie uczestniczył w rozgrywkach europejskich.

### Rozgrywki krajowe
| \| Włochy \| Bilans występów klubu w rozgrywkach piłkarskich Włoch (Stan na 31 sierpnia 2020 r.) \| \| |                                                                                     |        |       |   |   |   |    |    |     |                  |        |        |      |
| Poziom                                                                                                 | Rozgrywki                                                                           | Sezony | Mecze | Z | R | P | B+ | B– | Pkt | Lata             | Awanse | Spadki | Naj. |
| I | Prima Categoria                                                                     | 2      |       |   |   |   |    |    |     | 1919–1921        | 0      | 1      | 3    |
| II | Promozione                                                                          | 2      |       |   |   |   |    |    |     | 1914/15, 1921/22 | 1      | 0      | 1    |
| III | Terza Categoria                                                                     | 0      |       |   |   |   |    |    |     |                  | 0      | 0      |      |
| | Puchar Włoch                                                                        | 0      |       |   |   |   |    |    |     |                  | 0      | 0      |      |
| Włochy                                                                                                 | Bilans występów klubu w rozgrywkach piłkarskich Włoch (Stan na 31 sierpnia 2020 r.) |        |       |   |   |   |    |    |     |                  |        |        |      |

## Struktura klubu

### Stadion
Klub piłkarski rozgrywał swoje mecze domowe na Campo Sportivo Abetone w Pizie.

### Derby
- Pisa
- CS Firenze
- Juventus Massa
- Livorno
- Lucchese
- Pontedera
- Viareggio